# Rue Louise-Émilie-de-La-Tour-d'Auvergne
La rue Louise-Émilie-de-La-Tour-d'Auvergne est une voie du 9e arrondissement de Paris, en France.

## Situation et accès

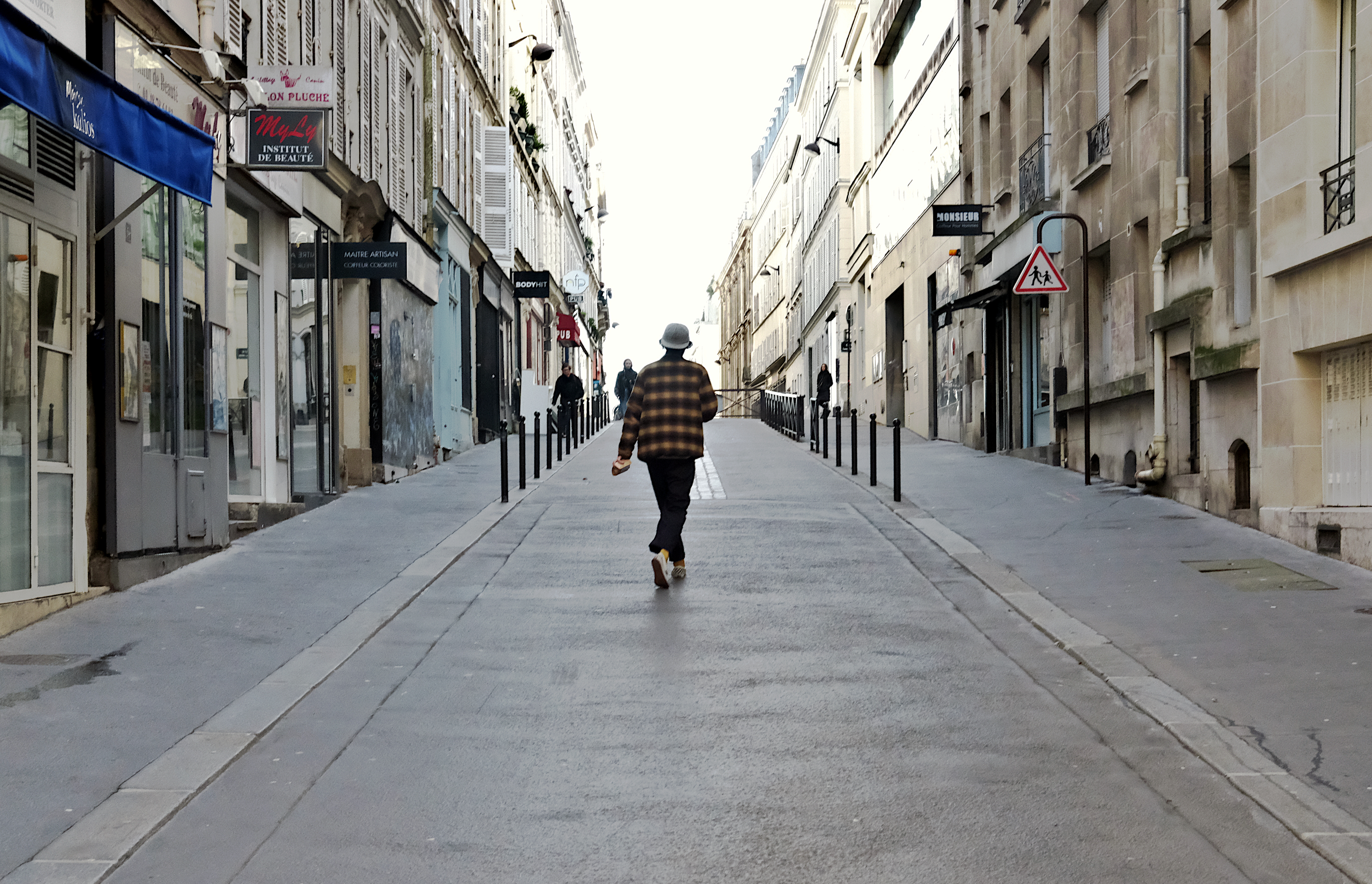
La rue Louise-Émilie-de-La-Tour-d'Auvergne vue depuis la rue des Martyrs (2024).

La rue Louise-Émilie-de-La-Tour-d'Auvergne est une voie publique située dans le 9e arrondissement de Paris. Elle débute au 35, rue de Maubeuge et se termine au 52 bis, rue des Martyrs. Sa longueur est de 418 mètres.

## Origine du nom
Elle est située sur le territoire de l'abbaye de Montmartre, et porte le nom d'une de ses abbesses, Louise-Émilie de La Tour d'Auvergne (1667-1737).

## Historique
Au XVe siècle, l’amorce de la voie, au débouché sur la rue des Martyrs, est appelée « rue Franche ».
La partie entre la rue des Martyrs et la rue Rodier est indiquée à l'état de chemin sur le plan de La Caille, en 1714, sous le nom « chemin de la Nouvelle-France », avant d'être converti en rue en 1760, sous le nom de « rue de La Tour-d'Auvergne ».
En 1729, elle est appelée « rue Jolivet ».
La partie située entre la rue Marguerite-de-Rochechouart et la rue Rodier s'appelait « rue de Bellefond ».
Par délibérations no 168 du Conseil de Paris, en date des 1er, 2, 3 et 4 octobre 2019, la « rue de La-Tour-d'Auvergne » devient la « rue Louise-Émilie-de-La-Tour-d'Auvergne », dans le cadre de la mise en valeur des voies parisiennes portant un nom de femme,.

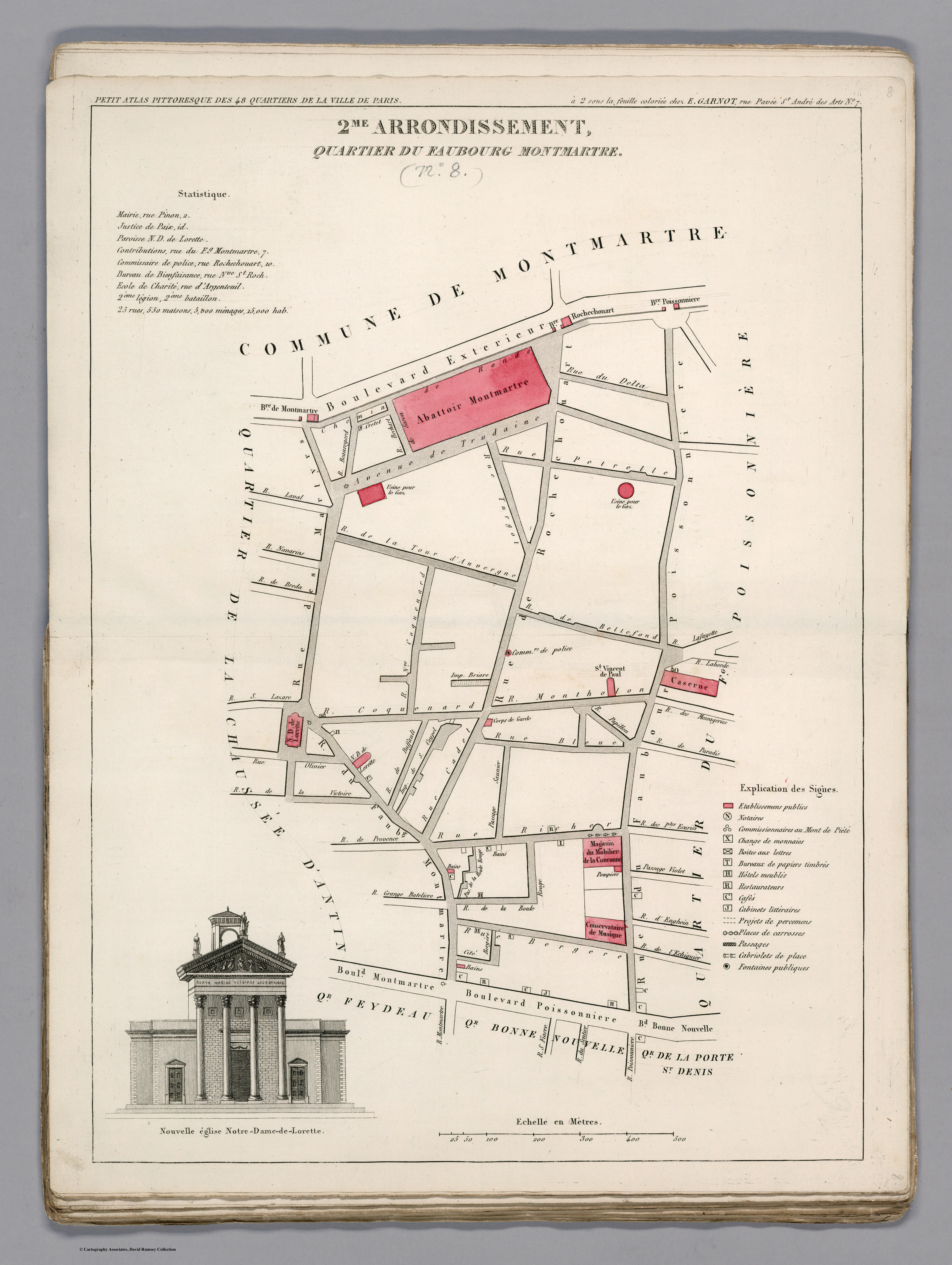
Plan du quartier du Faubourg-Montmartre dans l'ancien 2e arrondissement en 1834.

## Bâtiments remarquables et lieux de mémoire
- À l’angle nord de la rue avec la rue des Martyrs se situait le moulin à vent du Pavé. Il figure sur le plan plan de Jouvin de Rochefort (1675) et le plan de Roussel (1731). Plus à l’Est, au no 40, existait le moulin des Champs. Les deux moulins sont réunis, en 1825, sous le nom de moulins Mégret[7].
- Les artistes et musiciens qu'Edgar Degas représente dans le tableau intitulé L'Orchestre de l'Opéra en 1870 se rencontrent dans le restaurant de la mère Lefèbvre, situé rue de La Tour-d'Auvergne.
- En 1890, le peintre Pierre Ernest Ballue (1855-1928) vient installer son atelier dans un immeuble de cette rue.
- Le romancier et journaliste français Alphonse Karr écrit dans Les Femmes (1853) : « J'ai habité longtemps, rue de la Tour-d'Auvergne, un logis donnant sur un jardin »[8].
- No 1 : Henry Murger a vécu dans cet immeuble[9].
- No 15 :
  - le sculpteur Albert-Ernest Carrier-Belleuse (1824-1887) installe ici son atelier en 1856.
  - L'acteur Jules Raimu y habite en 1914[10].
- No 16 : ici habitait le peintre Léon Barillot (1844-1929) et le peintre Jules-Frédéric Ballavoine à partir de 1876.
- No 18 ou no 22 : emplacement de l’ancienne salle de concert Moreau-Santi, du nom de son fondateur, le chanteur Théodore François Moreau (dit Moreau-Sainti, après avoir joint son nom à celui du nom de scène de son épouse chanteuse). Le théâtre a été construit en 1843 et accueillait environ 300 places. L’entrée était gratuite. Entre 1865 et 1872, il est nommé «  École des Jeunes Artistes », puis « Théâtre de La Tour d’Auvergne » jusqu’à sa démolition, en 1881. La tragédienne Agar et l’acteur Mounet-Sully y ont fait leur début. Le linteau de la porte du no 22 est orné d’un masque dramatique[11].
- No 21 : le peintre orientaliste Théodore Chassériau (1819-1856) installe ici son atelier.
- No 23 : Godefroi Cavaignac mourut dans cet immeuble[12].
- No 24 : le compositeur Ernest Reyer vécut dans cet immeuble[12].
- No 26 : le compositeur Georges Bizet naît ici le 25 octobre 1838.
- No 30 :
  - siège social de l'entreprise Chaboche, créateur des poêles en fonte Salamandre.
  - le chansonnier Béranger habitat à cette adresse[12]. Chateaubriand rend compte de sa visite au chansonnier dans Mémoires d'outre-tombe (livre trente-cinquième, chapitre 9)[13].
  - les bâtiments de l’entreprise sont détruits vers 1950. Un centre de tri de la Poste occupe l’emplacement depuis 1965[14].
- No 37 (anciennement) : Victor Hugo y habite, d'octobre 1848 à décembre 1851[15]. C’est l’adresse qu’il mentionne dans Choses vues (1849 - Le chancelier Pasquier). Peut-être le nouveau no 43[16].
- No 36 : la pianiste Odette Gartenlaub y avait élu domicile.
- No 38 : le peintre Pierre-Charles Poussin y habite et y décède le 12 octobre 1904.
- No 41 : Victor Hugo habitait à cette adresse, en 1851. Lors du coup d'État du 2 décembre, des policiers vinrent l’arrêter. Il put s’échapper par les jardins menant à la «  cité Milton », rue Milton[17],[Note 1].
- No 41 : les acteurs Noël Roquevert et Marie-Paule Cœuré dite Paulette Noizeux y habitaient lors de leur mariage en 1936[18].

- No 43 : immeuble dans lequel a été créée, en 1880, l’École dentaire de Paris par Charles Godin.. L’enseignement du métier de  chirurgien-dentiste était jusqu’alors confondu avec celui de la médecine[11].

- No 48 : Raymond Callemin, y est arrêté, au domicile de Louise Hutteaux et Pierre Jourdan, membres de la bande à Bonnot.